# Кокберг (Пенсилванија)
Кокберг (енгл. Cokeburg) град је у америчкој савезној држави Пенсилванија.

## Демографија
По попису из 2010. године број становника је 630, што је 75 (-10,6%) становника мање него 2000. године.
| Група             | 2000.       | 2010.       |
| Белци             | 697 (98,9%) | 610 (96,8%) |
| Афроамериканци    | 0 (0,0%)    | 6 (1,0%)    |
| Азијати           | 1 (0,1%)    | 3 (0,5%)    |
| Хиспаноамериканци | 0 (0,0%)    | 2 (0,3%)    |
| Укупно            | 705         | 630         |